# ماچوانسکی پریچینوویچ
ماچوانسکی پریچینوویچ (به صربی: Mačvanski Pričinović) یک منطقهٔ مسکونی در صربستان است که در شاباتس واقع شده‌است.